# Campanula acutiloba
Campanula acutiloba — вид квіткових рослин з родини дзвоникових (Campanulaceae). Поширений в Туреччині (пд.-сх. Анатолія), пн.-зх. Ірані й Іраку.